# Йоан (име)
Вижте пояснителната страница за други значения на Йоан.
Йоан е българско мъжко име, женската му форма е Йоана.
Произхожда от еврейското име יוֹחָנָן (Yôḥanan), което означава „богопомазан“, „Яхве е милостив“, а според някои интерпретации – „верен на Бог“. Има множество форми на различни езици. 
Това е едно от най-често срещаните имена в европейските държави. Йоан притежава изключителна популярност заради големия брой императори, крале, папи, патриарси, политици, както и български царе, носели това име в различните му варианти. Това е името на двама от най-важните християнски светци: Йоан Кръстител и Йоан Богослов, който е автор на „Откровението“. Първоначално, това било предпочитано име сред гърците, но се разпространило в цяла Европа след Първия кръстоносен поход.

## Произход
Йоан е видоизменена форма на латинското име Ioannes и гръцкото Ιωάννης, които на свой ред произхождат от еврейското יוחנן (Йоханан), кратка форма на дългото име יְהוֹחָנָן (Йехоханан). По време на периода на Втория храм в Израел Йоханан било името на много изтъкнати равини като Йоханан бен Закай и Йоханан бен Нури.
Името било спечелило популярност сред евреите в Юдея и Галилея още преди областите да се превърнат в провинция на Римската империя през 6 век пр. Хр. Йоханан Гирхан (יוחנן הורקנוס) бил първият цар от Династията на Хасмонеите, а Йоханан бен Зекариах е рожденото име на еврейския пророк и християнски светец, познат на български като Йоан Кръстител.
Името продължило да се използва сред евреите, включително и в съвременен Израел. Въпреки това то е по-рядко срещано в сравнение с обществата, изповядващи или повлияни от християнството, тъй като в еврейската практика съществува предпочитание към имената на важни фигури от Тората (например равини, царе и пророци).
Новият завет първоначално бил преведен единствено на гръцки език, затова еврейските имена били адаптирани в съответствие с гръцкото произношение. Така името Ιωάννης станало изключително популярно сред ранните християни, а сред носителите му имало много изтъкнати членове на ранната църква като Йоан Златоуст.
Името влязло в употреба в другите части на християнизираната Римска империя. В западните ѝ провинции се говорел латински, а не гръцки, както в източните. В съответствие с това, в западната част името приело латинизираната форма Ioannes или Iohannes. Местните народи, населяващи тези територии на Римската империя от своя страна също променяли и опростявали латинските имена в съответствие със собствените си диалекти, включително премахвайки наставките -us и -es.
В славянските страни като България и Русия, приели православното християнство от Византия, се появила народната форма Иван, еквивалент на църковнославянското Ιωан.

## Варианти на името Йоан в различните езици
| албански език           | Gjon                                                |
| английски език          | John, Sean, Ewan                                    |
| арабски език            | يحيى (Yahya, в Корана), يوحنا (Yuhanna, в Библията) |
| арменски език           | Հովհաննես (Hovhanes)                                |
| беларуски език          | Iван, Янэк                                          |
| босненски език          | Ivan                                                |
| български език          | Йоан, Иван, Ивайло, Гани, Яни, Еньо                 |
| грузински език          | იოანე (Йоанес)                                      |
| гръцки език             | Ιωάννης (Yoannis), Γιάννης (Yannis)                 |
| датски език             | Jens, Jan, Jon, Johan                               |
| естонски език           | Jaan, Juhan, Juho, Jaanus                           |
| индонезийски език       | Yahya, Yuan                                         |
| иврит                   | יוחנן (Yohanan)                                     |
| ирландски език          | Eoin, Seán, Seon                                    |
| исландски език          | Jan, Jóhann, Jón                                    |
| испански език           | Juan                                                |
| италиански език         | Giovanni, Gianni                                    |
| каталонски език         | Joan                                                |
| китайски език           | 約翰 (Yuehan)                                       |
| латински език           | Ioannes, Iohannes                                   |
| латвийски език          | Jānis                                               |
| литовски език           | Jonas                                               |
| малтийски език          | Ġwanni                                              |
| немски език             | Johannes, Johann, Jan                               |
| норвежки език           | Jon, Johan, Johannes, Jan                           |
| полски език             | Jan                                                 |
| португалски език        | João                                                |
| руски език              | Иван, Иоанн                                         |
| румънски език           | Ion, Ioan                                           |
| словашки език           | Ján, Ivan                                           |
| словенски език          | Janez, Ivan                                         |
| сръбски език            | Jovan/Jован, Ivan/Иван                              |
| турски език             | Yahya, Yuhanna, Jan                                 |
| уелски език             | Ieuan, Siôn, Ioan                                   |
| украински език          | Iван                                                |
| унгарски език           | János                                               |
| фински език             | Juha, Juho                                          |
| френски език            | Jean                                                |
| холандски език          | Jan, Johan, Johannes                                |
| хърватски език          | Ivan                                                |
| чешки език              | Jan                                                 |
| шотландски келтски език | Iain, Eòin, Seathan                                 |
| шведски език            | Jon, Johan, Johannes                                |
| японски език            | ヨハネ (Yohane)                                     |

## Известни личности
- Йоан Кръстител
- Св. Йоан Рилски
- цар Йоан Асен II
- Ян Хус, чешки национален герой
- Жана д'Арк
- Хуана I Кастилска
- Джон Ф. Кенеди
- Джони Деп
- Жоао Перейра
- Йохана Ларсон
- Хуан Карлос I
- Джоан Роулинг

### Християнски светци
- Йоан Кръстител, известен и като Св. Йоан Предтеча – предшественик на Иисус Христос, който според Евангелието предсказава пришествието на месията

(на Христа); живял отшелнически живот в пустинята
- Йоан Богослов – един от 12-те апостоли на Иисус Христос, а както може да се съди според евангелския разказ – един от най-приближените му
- Йоан Рилски – най-известният български светец и отшелник, патрон и основател на Рилския манастир, небесен закрилник и покровител на българския народ
- Йоан Златоуст – една от най-значимите личности в историята на Православната църква, един от тримата „светители“ – „вселенски учители“, наравно с Василий Велики Кесарийски и Григорий Богослов.
- Йоан Дамаскин – арабски християнски теолог, химнограф и светец, един от отците на Църквата, писал на гръцки език
- Йоан Кукузел – най-значителният средновековен български светец, църковен певец и композитор (13 – 14 в.), музикален теоретик и реформатор на византийското нотно писмо

### ПапинаРимокатолическата църква
- Йоан I (523 – 526)
- Йоан II (533 – 535)
- Йоан III (561 – 574)
- Йоан IV (640 – 642)
- Йоан V (685 – 686)
- Йоан VI (701 – 705)
- Йоан VII (705 – 707)
- Йоан VIII (872 – 882)
- Йоан IX (898 – 900)
- Йоан X (914 – 928)
- Йоан XI (931 – 935)
- Йоан XII (955 – 963)
- Йоан XIII (965 – 972)
- Йоан XIV (983 – 984)
- Йоан XV (985 – 996)
- Йоан XVII (1003)
- Йоан XVIII (1003 – 1009)
- Йоан XIX (1024 – 1032)
- Йоан XXI (1276 – 1277)
- Йоан XXII (1316 – 1334)
- Йоан XXIII (1958 – 1963)

### Български царе
- Йоан Владислав (1015 – 1018)
- Йоан Асен I (1190 – 1196)
- Калоян (1197 – 1207)
- Йоан Асен II (1218 – 1241)
- Иван Асен III (1279 – 1280)
- Иван Стефан (1330 – 1331)
- Йоан-Александър (1331 – 1371)
- Иван Асен IV (1336 – 1354)
- Иван Шишман (1371 – 1395)
- Иван Асен V (1371)
- Иван Срацимир (1355 – 1396)

### Други прочути личности
- Джон Роналд Руел Толкин – британски писател, смятан за основател на жанра фентъзи; автор на „Властелинът на пръстените“
- Джони Деп – американски актьор, известен с изпълненията си на нестандартни, ексцентрични персонажи като Джак Спароу в „Карибски пирати“
- Джон Кенеди – 35-ият президент на САЩ (1961 – 1963); най-младият американски президент, символ на либерализма
- Джоан Роулинг – английска писателка, автор на фентъзи поредицата за Хари Потър
- Жоао Перейра – португалски футболист, който играе в Спортинг Лисабон, в португалската първа дивизия и национания отбор на Португалия
- Хуан Карлос I – крал на Испания от 1975 г.
- Хуан Мартин дел Потро – аржентински професионален тенисист
- Жоан Миро – каталонски художник и скулптор – сюрреалист, роден в Барселона (Испания)
- Жана д'Арк – известна още като Орлеанската дева; национална героиня на Франция и католическа светица.
- Жан-Батист Поклен, сценично име Молиер – френски драматург, режисьор и актьор, един от майсторите на комичната сатира
- Йоханес Гутенберг – германски златар и печатар, основоположник на съвременното книгопечатане
- Йохан Себастиан Бах – немски композитор и клавирен майстор, признат за един от най-великите гении в световната музикална история
- Ханс Кристиан Андерсен – датски писател и поет, известен най-вече със своите приказки

## Географско понятие
В разнообразните си форми Йоан присъства в имената на много географски обекти.
- Йоханесбург (Johannesburg)
- Сан Хуан (San Juan)

- Йоханесбург – най-големият град в Република Южна Африка и най-важният промишлен и финансов център на страната
- Сан Хуан – столица и най-голям град на Пуерто Рико
- Янина или Йоанина – град в Северозападна Гърция, център на административната област Епир и на ном Янина
- Жоао Песоа, Североизточна Бразилия; най-източният град в Америка
- Сен Жан – крепост в Марсилия, Франция; построена през XIII в. от рицарите от ордена на Йоанитите
- Сан Хуан (планински масив) – част от Скалистите планини в югозападната част на Колорадо, САЩ